# Отто Феніхель
Отто Феніхель (2 грудня 1897 у Відні — 22 січня 1946 в Лос-Анджелесі) — австрійський і американський психоаналітик так званого «другого покоління».

## Освіта та психоаналітична приналежність
Народився в родині відомого єврейського юриста.
Уже в юному віці, ще в школі, його увагу привернуло коло психоаналітиків навколо Фрейда. Почав вивчати медицину в 1915 році у Відні. У 1915 і 1919 роках відвідував лекції Фрейда, а вже в 1920 році, у віці 23 років, став членом Віденського психоаналітичного товариства.
У 1922 році Феніхель переїхав до Берліна. Під час перебування в Берліні до 1934 року він був членом групи психоаналітиків-соціалістів і/або марксистів (разом із Зігфрідом Бернфельдом, Еріхом Фроммом, Вільгельмом Райхом, Ернстом Зіммелем, Франсісом Дері та іншими). Після своєї еміграції — 1934 року до Осло, 1935 року до Праги, 1938 року до Лос-Анджелеса — він організував контакт між розпорошеними по всьому світу марксистськими психоаналітиками за допомогою секретних бюлетенів («Rundbriefe»).
Ці «Rundbrife» можна зарахувати до найважливіших документів, що стосуються проблемної історії психоаналізу між 1934 і 1945 роками, особливо щодо питання виключення Вільгельма Райха з Міжнародної психоаналітичної асоціації в 1934 році. У Лос-Анджелесі Феніхель приєднався до існуючих психоаналітичних кіл і пізніше допоміг заснувати Лос-Анджелеське психоаналітичне товариство та інститут. Серед тих, з якими він проводив так званий дидактичний аналіз в Лос-Анджелесі був видатний американський психіатр і психоаналітик Ральф Грінсон.

## Внесок в психоаналіз
Феніхель був плідним автором психоаналізу і опублікував близько сорока статей від «Introjektion und Kastrationkomplex» (1925), до «Neurotic Acting Out» (1945). Серед деяких сфер, до яких він зробив свій внесок, були жіноча сексуальність, почуття тріумфу та передумови Едіпового комплексу. Він також опублікував впливовий технічний посібник «Проблеми психоаналітичної техніки» (1939).
Три міжвоєнні роботи про жіночу сексуальність привернули увагу самого Фрейда: він писав про першу, що «Феніхель (1930) справедливо наголошує на труднощі розпізнавання в матеріалі, створеному під час аналізу, які саме його частини представляють незмінний зміст доедіпової фази, а які частини були спотворені регресією» . Його стаття 1936 року про символічне рівняння Дівчини і Фалоса згодом стала відправною точкою для Жака Лакана .
У своїй статті 1939 року «Трофей і тріумф» Феніхель зазначив, що відчуття тріумфу «виникає в результаті усунення тривоги та гальмування через виграш трофею», але додав, що оскільки «трофей є похідним супер-его, бо є символом батьківської влади […], він загрожує его так само, як і супер-его» .
1945 року, спираючись на власні напрацювання, а також на внесок своїх колег і попередників, Феніхель створив свій енциклопедичний довідник: «Для багатьох студентів і професіоналів Феніхель є синонімом його Психоаналітичної теорії неврозу ; і цей текст вважається синонімом надійних і всебічних психоаналітичних знань». Тим не менш, робота не була незаперечною, кидаючи виклик, серед іншого, висновкам Мелані Кляйн, неофройдистів і більшій частині робіт Франца Александра, а також демонструючи послідовну приналежність Феніхеля до марксизму.

## Критика
Гарольд Блум назвав Феніхеля «похмурим енциклопедистом фрейдистської психодинаміки» , але саме енциклопедичний аспект його роботи викликав критику Лакана.
Лакан також критикував використання Феніхелем органічних стадій розвитку в його працях; натомість інші вважали, що Феніхель занадто спрощує свої описи неврозу за допомогою категоріальних таксономій.
Хоча сам Феніхель від початку своєї книги попереджав, що пропонує лише ілюстративні приклади, а не історії випадків, можливо, він мимоволі спричинився до помилки, намагаючись керувати аналітичним процесом, а не наслідувати та вчитися на ньому.

## Опубліковані праці
- Otto Fenichel: Psychoanalysis as the Nucleus of a Future Dialectical-Materialistic Psychology (1934). In: American Imago, Vol. 24. (1967), pp. 290–311
- Otto Fenichel: The Psychoanalytic Theory of Neurosis. 3 vols, 1945
- Otto Fenichel: 119 Rundbriefe. Hg. Johannes Reichmayr und Elke Mühlleitner, 2 Bände, Frankfurt: Stroemfeld 1998
- Otto Fenichel et al. eds., Collected Papers of Otto Fenichel (1987).